# Teste de primalidade de Miller–Rabin
O teste Miller-Rabin (por Gary Miller e Michael Rabin) é um teste probabilístico da primitividade de um dado número n. Se um número n não passar pelo teste, n com certeza é um número composto (ou seja, não-primo). Se o número passar no teste, ele é primo, com uma probabilidade
{\displaystyle P(n\in \mathbb {P} )\geq 0,75}, sendo que {\displaystyle \mathbb {P} } denomina o conjunto de todos números primos.
A margem de erro pode ser diminuída arbitrariamente, aplicando-se o teste várias vezes ao mesmo número n.
O teste é parecido com o teste Solovay-Strassen, portanto sua margem de erro é bem menor.
A importância desse algoritmo se deve à criptografia assimétrica, onde a necessidade de uma grande quantidade de números primos grandes é vital para a segurança dos algoritmos. Tais números são tão grandes que testes não probabilísticos como o da simples divisão por números primos menores que o número gerado ou o tabelamento de todos os números primos são impraticáveis.
É importante dizer que o teste Miller-Rabin, ou Rabin-Miller, como as vezes também é chamado, não dá indícios sobre a fatoração no número n. Devido suas caraterísticas, esse teste é o mais utilizado para o teste da primalidade.

## Funcionamento
Seja {\displaystyle n} um número primo e {\displaystyle a} um número inteiro escolhido aleatoriamente, tal que {\displaystyle 1<a<n}.
Seja {\displaystyle s=\max\{r\in \mathbb {N} :2^{r}divide(n-1)\}}. {\displaystyle s} é o maior expoente, tal que {\displaystyle 2^{s}\mid (n-1)}.
Seja {\displaystyle d=(n-1)/2^{s}}. Por definição de {\displaystyle s}, {\displaystyle d} é, necessariamente ímpar.
Teorema: Se {\displaystyle n} é um número primo e {\displaystyle a} não tiver um divisor em comum com {\displaystyle n}, então
{\displaystyle a^{d}\equiv 1\mod n}
ou, existe um {\displaystyle r\in \{0,1,\cdots ,s-1\}}, tal que
{\displaystyle a^{2^{r}d}\equiv -1\mod n}
Um número {\displaystyle a} que não satisfaz o teorema acima é denominado de testemunha contra a primalidade de {\displaystyle n}.